# Амиров, Родион Русланович
Родион Русланович Амиров (баш. Родион Руслан улы Әмиров; 2 октября 2001, Ишимбай, Башкортостан или Салават, Башкортостан — 14 августа 2023, Мюнхен) — российский хоккеист, нападающий. На драфте НХЛ 2020 года выбран клубом «Торонто Мейпл Лифс» под общим 15-м номером.

## Игровая карьера
Стал привлекаться в клуб МХЛ «Толпар» по ходу выпускного сезона. Первый из 12 матчей регулярного чемпионата провёл в октябре, дебютную шайбу на профессиональном уровне забросил 14 февраля 2018 года, отличившись во встрече с усть-каменогорским «Алтаем» и на следующий день также забросил шайбу. Первым полноценным сезоном в МХЛ стал уже сезон 2018/19, и с ходу показал отличную статистику — 25 (13+12) очков. По этому показателю оказался шестым среди форвардов команды.
В сезоне 2019/20 сыграл свои первые матчи в КХЛ. Всего в дебютном сезоне провёл 21 матч в регулярном сезоне, набрав 2 очка (0+2). В том же сезоне привлекался к матчам фарм-клуба уфимцев — нефтекамского «Тороса» в ВХЛ. Первую шайбу в КХЛ забросил в сентябре 2020 года, отметившись в матче против подольского «Витязя» двумя голами за 5 минут.
В 2020 году на очередном ежегодном драфте НХЛ был выбран в первом раунде клубом «Торонто Мейпл Лифс» под общим 15-м номером, 15 апреля 2021 года «Торонто Мэйпл Лифс» заключил с Амировым трёхлетнее соглашение, вступавшее в силу с сезона 2021/22, по которому он мог начать играть в НХЛ с сезона 2022/23, а до этого оставался в аренде (по схеме «1+1») в Уфе (в июле 2022 года «Салават Юлаев» продлил арендное соглашение ещё на один сезон).
Выступал за юниорские сборные России с 17 до 20 лет. В конце 2020 года провёл первые матчи за национальную сборную России, на Кубке Карьялы в Финляндии забрасывал шайбы в своих первых трёх матчах Еврохоккейтура, установив рекорд среди игроков сборной России. В том же году — участник молодёжного чемпионата мира (6 очков в 7 матчах).
В 2021 году в матче предсезонного турнира против «Северстали» получил сотрясение мозга и перелом ключицы. В сезоне 2021/22 провёл за «Салават Юлаев» всего 10 матчей (3 очка: 1 гол и 2 результативные передачи), последний из которых 3 января 2022 года — против магнитогорского «Металлурга».

## Болезнь и смерть
В феврале 2022 года стало известно, что у Амирова обнаружили опухоль головного мозга. Проходил лечение в Германии, России и Северной Америке. В апреле 2022 года сообщалось об отказе финских врачей проводить операцию Амирову после курса химиотерапии. Обострение болезни случилось в октябре 2022 года, после чего Амиров вернулся из Торонто в Россию. После 10 месяцев в медицинском центре в Сколкове был переведён в Германию. Скончался 14 августа 2023 года в Мюнхене в возрасте 21 года.
Похоронен в селе Богдановка Ишимбайского района 21 августа.

## Достижения
- Бронзовый призёр первенства России среди юношей 2001 г. р.
- Бронзовый призёр Кубка Глинки / Гретцки — 2018 (до 18)
- Серебряный призёр юниорского чемпионата мира — 2019 (до 18)
- Победитель конференции «Восток» регулярного чемпионата МХЛ 2019/20